# 鳥 (レスピーギ)
『鳥』（とり、Gli uccelli ）はイタリアの作曲家オットリーノ・レスピーギが、17世紀の楽曲を元に、1927年に作曲した管弦楽組曲である。初演は1927年6月、サンパウロの市立劇場で、作曲者指揮シカゴ交響楽団により行われた。翌1928年にフリッツ・ライナー指揮、シンシナティ交響楽団により2度目の演奏が行われた。

## 楽器編成
フルート2（1奏者はピッコロ持ち替え）、オーボエ1、クラリネット2、ファゴット2、ホルン2、トランペット2、チェレスタ、ハープ、弦五部

## 演奏時間
約18分

## 楽曲構成
全5曲からなる。
1.前奏曲
アレグロ・モデラート、イ長調、4/4拍子。
2.鳩
アンダンテ・エスプレッシーヴォ、嬰ヘ短調、3/4拍子。
ドメニコ・ガロのクラブサン曲による。
3.牝鶏
アレグロ・ヴィヴァーチェ、イ短調、3/4拍子。
ジャン＝フィリップ・ラモーのクラブサン曲『めんどり』による。
4.夜鶯
アンダンテ・モッソ、ハ長調、3/4拍子。
原曲の作曲者不詳。17世紀のヴァージナルのための楽曲による。
5.郭公
アレグロ、イ長調、4/4拍子。
ベルナルド・パスクィーニ（パスキーニ）のピアノ曲『かっこうの鳴き声をもつトッカータ』（Toccata collo schertzo cuccu ）による。